# Рапперсвили
Рапперсвили, также известные как Графы Рапперсвиля (с 1233 года, ранее были лордами) — швейцарский дворянский род. В момент расцвета в период с 1200-х до 1290-х годов управлял верховьями Цюрихского озера и регионом Зеедамм вокруг Рапперсвиля, а также частями швейцарских кантонов Санкт-Галлен, Гларус, Цюрих и Граубюнден. В XII—XIII веках также были фогтами Айнзидельнского аббатства, три аббата которого были членами семьи Рапперсвиль.

## История

### Ранняя история
В легендах 697 года упоминается рыцарь по имени Рапрехт в связи с появившимся в более позднее время замком Грынау. Бывшая резиденция фогтов в Альтендорфе впервые упоминается как «Rahprehteswilare» в документе императора Оттона II, от 14 августа 972 года, подтверждающего владения Айнзидельнского аббатства.
Согласно хронистам XV века, четвёртый аббат Айнзидельна Вирунт (996—1026) был графом фон Ванделбург (может быть другим названием замка Гринау на холме Бюхберг на берегу озера Оберзее, но достоверных источников о происхождении Вирунта нет). В других ненадежных источниках упоминается, что девятй аббат Рудольф I (1090—1101) был членом семьи Рапперсвиль, а четырнадцатым аббатом был Ульрих I фон Рапперсвиль (1192—1206).
Впервые упоминаемая в 1099 году, просторная деревенская церковь Святого Андрея с тремя нефами была подарена городу Устер Рапперсвилями Хотя юридическая связь с церковью, расположенной над замком Устер, до сих пор не доказана, пастырские права были проданы Елизаветой фон Рапперсвиль не ранее 1300 года В начале XII века членами семьи были построены некоторые укрепления, в том числе в Грайфензее, Устере и Альт-Рапперсвиле. Начиная примерно с 1100 года фогты из Рапперсвиля были влиятельными лицами в регионе Marchenstreit, расположенном между Швицем и аббатством Айнзидельн. Около 1180 года лорды Рапперсвиля унаследовали права прихода Вайслингена и свободное плавание в Русиконе, Эрисберге, Лакхаузене, Мосбурге и в Кемптале, а также замки Грайфенберг и Бернегг и бейливик Кемптен в районе долины Тесс в Восточной Швейцарии. .
Предположительно в качестве компенсации претензий, связанных с землями и правами Альт-Рапперсвиль, графами Тоггенбург и Рапперсвиль между 1191 и 1198 годами было основано Бубиконское командорство. Несмотря на конкуренцию ссоеднего монастыря Руди, основанное в 1206 году аббатство в XIII и XIV веках прирастало землёй и имуществом за счёт пожертвований местных дворянских семей.

### Графский титул
Рапперсвили упоминаются в большом количестве документов до 1192 года, в последний раз около 1206 г. появляется аббат Рудольфу (Альт)-Рапперсвиль, с 1233 года — представители дом упоминается как графья. Поскольку в период с 1192 по 1220 годы документальных упоминаний практически нет, современные исследования предполагают вымирание династии, gоэтому историки используют термины Альт-Рапперсвиль (старая линия) и Неу-Рапперсвиль (новая линия). Аналогичным образом предполагается, что существовали прочные семейные связи с домами Регенсбергов, Кибургов и Тоггенбургов, которые могли быть вовлечены в спор о наследстве.
Тем не менее, около 1200 года Рудольфом II и его сыном Рудольфом III Рапперсвильским были построены замок Рапперсвиль и укрепления бывшего района Эндинген . Официально город был основан в 1229 году, когда дворянство перебралось из Альтендорфа через озеро в Рапперсвиль, и документально подтверждена волна оснований: аббатства Веттинген в 1227 году, и аббатства Мариацелль-Вурмсбах в 1259 году.
В то время у дома Рапперсвиль были владения на территории современной Восточной и Центральной Швейцарии. С 1233 года за поддержку императоров из династии Гогенштауфенов получили титул графов. Помимо долины Урсерен в 1240 году, с XIII века семье принадлежал остров Лютцелау, из песчаника были построены замок Рапперсвиль, приходская церковь и городские стены. Дом Рапперсвилей снова прекратил существование в 1283 году со смертью 18-летнего графа Рудольфа V, после чего император Рудольф I Габсбург приобрел их вотчины, и семье пришлось продать большую часть бывшего бейливика. Большая часть оставшейся собственности перешла к дому Хомберг, представленномуграфом Людвигом (ум. 27 апреля 1289 г.) и родившемся в его первом браке с Елизаветой фон Рапперсвиль сына Вернера фон Хомберга. Около 1309 года оставшиеся права бейливика перешли к графу Рудольфу III Габсбург-Лауфенбургу (ум. в 1315 году) через второй брак с сестрой Рудольфа V Елизаветой, которому наследовали его сын граф Иоганн I (ум. в 1337 году) и внук Иоганн II (ум. в 1380 году) .

### Рапперсвиль-Габсбург-Лауфенбург

#### Вражда с Цюрихом (1336—1350)
12 июля 1336 года мэр города Цюрих Рудольф Брун победил своих политических оппонентов из городского совета, 12 из которых нашли убежище у ставшего лидером оппозиции графа Иоганна I в Рапперсвиле. Изгнанники также имели поддержку некоторых рыцарей и дворянских семей, в то время как Брун — Тоггенбургов и Айнзидельнского аббатства. Как предполагают некоторые источники, советники могли в обмен на поддержку графа Иоганна простить имевшийся долг. Некоторые, если не большинство беженцев, были за десятилетия до своего изгнания вассалами графов Рапперсвиля, в том числе древняя семья советников Билджери, потерявшей шесть мест в совете Цюриха. Иоганн I был убит в 1337 году в битве при замке Гринау против объединнёного войска Цюриха и Тоггенбургов.
Дети покойного графа Иоганн II, Рудольфа, Готфрид и их сестра Агнес были поставлены под опеку герцога Австрии Альбрехта II, условия которой были оговорены договором с Цюрихом от 21 ноября 1337 года. Документ включал также мирный договор и постановления, но наряду с заключёнными между городом и Австрией документами последующих лет включал в себя передачу детям документов на их права владения Рапперсвилем и землями в районе Марша (Альт-Рапперсвиль). Кроме того, бывшие советники получили запрет на возвращение в Цюрих до 1342 года и должны были выплатить финансовую компенсацию Бруну и присягнуть на верность королю и гражданам. В качестве компенсации товары и земли бывших советников должны были быть им возвращена, если их собственность не была продана (окружением Бруна). Эти ограничения также касались детей Иоганна I. Немецкий король должен был поручиться за режим Бруна, герцог Альбрехт — за Рапперсвиль и несовершеннолетних детей графа Рапперсвиль. Вражда возобновилась Иоганном II в конце 1340-х , но 28 сентября 1343 года он и его братья Рудольф и Готфрид фон Габсбург и жители Рапперсвиля подписали договор о вечном союзе с городским советом и гражданами Цюриха. 23 и 24 февраля 1350 года в Цюрихе была подавлена попытка государственного переворота со стороны аристократической оппозиции, её лидер Иоганн II был арестован на два года, а городские стены Рапперсвиля и замок Альтендорф были разрушены Бруном.
Мирное соглашение от 1 сентября 1352 года между графом Альбрехтом фон Эстеррайхом и городом Цюрихом было скорректировано двумя дополнительными документами. Первым было соглашение между графами Гансом (Иоганном II), Рудольфом и Готфридом и городом Цюрихо.. Другой документ был связан с затратами на пленение граждан Рапперсвиля в Цюрихе.

#### Раздел владений
Раздел между графами Рудольфом, Готфридом и Иоганом был урегулирован в документе от 1 июля 1354 года:
1. Иоган получил город Рапперсвиль и находившиеся по эту сторону Цюрихского озера владения; 110 фунтов годовых с налога от Гларуса, который был отдан в залог герцогам Австрийским за 400 серебряных марок; право инициировать все заложенные активы на правом берегу озера и в замке Грайфенберг и в долине Фишенталь.
2. Рудольф получил город и замок Лауфенбург; все заложенные товары «inwendig und zwüschent or zuwendig» (внутри и между или по направлению) реки и ущелья Ааре; графство Сисгау; принадлежащее Ульриху Тутману фон Аарау поместье в Рейнахе; заложенный замок Герцнах, и если Рудольф вызовет это обязательство, он заплатит ежегодную ренту в 14 марок серебра будет платить своей сестре и монахине из Зекингенского аббатства Агнесе. Он обязуется удержать долг трех братьев своей личной имущественной ответственностью на сумму 4300 гульденов.
3. Готфрид получил Альт-Рапперсвиль, владения в Марке и Вагитале; заложенное имущество на левом берегу Цюрихского озера; город Райнау и округ Клеттгау со всеми принадлежностями
4. Три брата совместно управляли замком Хомберг и владениями в Бланкенбурге.

Рапперсвиль и некоторые окрестные деревни, за исключением Йоны, были проданы графом Иоганном II и его братьями Рудольфом IV и Готфридом II Альбрехту II Габсбургу и городу Цюриху (Хёфе), поскольку династия не смогла восстановить город и разрушенные замки. Все права на земли в районе Хёфе, включая поселения в Бехе, Пфеффиконе и Воллерау, были проданы графом Гетфридом фон Габсбург-Рапперсвиль 19 мая 1358 г..
Со смертью Вернера фон Хомберга линия Хомберг-Рапперсвиль пресеклась, в 1408 году та же участь постигла Габсбургов-Лауфенбургов.

## Графы Рапперсвиль

### Дом Рапперсвилей
| Правитель | Правитель | Дата рождения                                           | Сроки правления | Дата смерти         | Супруг (а)                                                                     | Примечания |
| --- | --------- | ------------------------------------------------------- | --------------- | ------------------- | ------------------------------------------------------------------------------ | --- |
| Ульрих I |           | c.1036                                                  | 1048-1098       | c.1098              | Неизвестно                                                                     | Согласно Гейнриху Мюреру, были первыми графами Рапперсвиля, а также графами Вандельберга. |
| Рудольф I |           | c.1059 сын Ульриха I                                    | 1098-c.1110     | c.1110              | Неизвестно                                                                     | Согласно Гейнриху Мюреру, были первыми графами Рапперсвиля, а также графами Вандельберга. |
| Ульрих II |           | c.1084 сын Рудольфа I                                   | c.1110-1145?    | c.1129/45?          | Неизвестно имел как минимум трёх детей                                         | В 1114 году назван 'Schirmvogt в Айнзидельне. |
| Рудольф II |           | до 1145 сын Ульриха II                                  | c.1145-1171/73  | c.1171/73           | Неизвестно имел как минимум трёх детей                                         | Kastvogt в Айнзидельне. Возможно был сооснователем Бубиконского командорства. Мог управлять совместно с братьями Гебезо и Ульрихом, но это не точно. |
| Ульрих III |           | до 1145 сын Ульриха II                                  | c.1145-1155     | c.1155              | Не женат                                                                       | Возможно правил совместно с братом, который упоминался в 1155 году. |
| Гебезо |           | Before 1145 сын Ульриха II                              | c.1145-1153     | c.1153              | Не женат                                                                       | Мог править совместно с братьями Упоминается в 1153 году. |
| Рудольф III |           | c.1160 сын Рудольфа II                                  | c.1171-1218     | 1217/8              | Не известно как минимум два ребёнка.                                           | Перенёс резиденцию Альт-Рапперсвилей из Альтендорфа в Рапперсвиль, основал город Рапперсвиль на месте бывшей деревни Эндинген. Имел двух сестёр: Аделаиду (женилась на бароне Вац Вальтере III) и Гуца (женилась на графе Тоггенбурга Дитхельме I). |
| Свободная вакансия в графстве: 1218—1232                                                                         |           |                                                         |                 |                     |                                                                                | |
| Рудольф IV |           | c.1185 сын Рудольфа III                                 | 1232-1262       | 28 июля 1262        | Матильда Кибург до 1253 двое детей Матильда Нойффен до 1259 двое детей         | Получил титул адвоката с 1210 года, а в документах — с 1232 года; так как его отец умер в 1218 году, неясно, числился ли он уже после смерти отца или же в округе была вакансия. Основал аббатства Вурмсбах и Визен, а также женский монастырь Виден в Йоне; закончил строительство города и замка Рапперсвиль, основал Stadtpfarrkirche Rapperswil и вероятно, небольшой женский монастырь в Боллингене, поддерживал аббатство Рюти. |
| Ульрих IV |           | c.1185 сын Рудольфа III                                 | 1232-c.1254?    | после 1229 или 1254 | Неизвестно                                                                     | Возможно управлял графством вместе с братом Рудольфом. |
| Рудольф V под совместной опекой Рудольфа I и Вальтера V (1262—1276)                                              |           | 1262 (после 28 июля) сын Рудольфа IV и Матильды Нойффен | 1262-1283       | 15 января 1283      | Не женат                                                                       | До 1276 года правили регенты. |
| Елизавета I совместное правление с: Людвигом Хомбергом (1283—1289) Рудольфом Габсбургом-Лауфенбургом (1296—1309) |           | c.1240 Дочь Рудольфа IV и Матильды Кибург               | 1283-1309       | 10 апреля 1309      | Людвиг Хомберг c.1283 двое детей Рудольф Габсбург-Лауфенбург 1296 один ребёнок | Её сестра Анна вышла замуж за Гартмана V. После смерти первого мужа передала свои владения в Западной Швейцарии сыну от первого брака Вернеру фон Хомбергу, после её смерти оставшиеся земли унаследовала Лауфенбургская ветвь Габсбургов. |